# Raw (grafika)
RAW (z anglického raw, což je surový, nezpracovaný) je soubor obsahující minimálně zpracovaná data ze snímače digitálního fotoaparátu. RAW není přímo souborový formát, ale spíše třída (či klasifikace) souborových formátů, protože každý výrobce implementuje jiný formát RAW souborů. Každý z RAW formátů má svoji příponu v názvu souborů, podle které je lze identifikovat. Canon označuje svoje RAW soubory příponami .crw a .cr2, Nikon .nef, Olympus .orf, Minolta .mrw, Panasonic .raw atd. RAW soubory jsou digitální obdobou negativů, takzvaný digitální originál, tzn. RAW soubor není přímo použitelný jako obrázek, ale obsahuje všechny potřebné informace k jeho vytvoření.
RAW formát je preferován především profesionálními fotografy a nadšenci, protože má větší možnosti bezeztrátových úprav než formáty JPEG. Mezi tyto úpravy patří především korekce expozice, vyvážení bílé, úprava tonality apod. Ovšem ani formáty RAW nemusejí být bezztrátové. Některé formáty jsou již ze senzoru uloženy v redukované bitové hloubce. Je to například formát .arw od Sony.

## Programy pro editaci
Každý výrobce fotoaparátu přidává základní software pro konverzi RAW formátu zdarma zároveň s fotoaparátem.
Mezi univerzální řešení patří například svobodný a otevřený darktable, dostupný pro všechny hlavní operační systémy, či Nikon Capture NX (shareware) pro Microsoft Windows nebo otevřený software dcraw (spolu s grafickým rozhraním UFRaw pro unixové systémy).
RAW Hasselblad 3f (soubor.fff)
Formát 3f je RAW formát společnosti Hasselblad-Imacon určený pro firemní digitální stěny a High-End skenery. Hlavní předností u skenování do tohoto formátu je to, že v datech je vždy vše co je na originálním filmovém materiálu bez jakýchkoliv destruktivních softwarových zásahů a vytváří se takzvaný digitální originál. Veškeré softwarové zásahy se provádějí aplikací vlastní aplikace, která umožňuje totální kontrolu nad finálním exportem do 16bit TIFF souboru. Veškerá nastavení FlexColoru je možné ukládat do uživatelských profilů nebo využívat předdefinované profily od výrobce jednotlivých fotografických materiálů.

## Typy a označení výrobců
.3fr (Hasselblad)
.ari (ARRIFLEX)
.arq .arw .srf .sr2 (Sony)
.bay (Casio)
.crw .cr2 .cr3 (Canon)
.cap .iiq .eip (Phase One)
.dcs .dcr .drf .k25 .kdc (Kodak)
.dng (Adobe)
.erf (Epson)
.fff (Imacon)
.mef (Mamiya)
.mos (Leaf)
.mrw (Minolta)
.nef .nrw (Nikon)
.orf (Olympus)
.ptx .pef (Pentax)
.pxn (Logitech)
.R3D (RED)
.raf (Fuji)
.raw .rw2 (Panasonic)
.raw .rwl .dng (Leica)
.rwz (Rawzor)
.x3f (Sigma)